# Abdolhamid Rigi
Abdolhamid Rigi (1979 – 24 mei 2010) was de oudste broer van Abdolmalek Rigi. Hij was net als zijn broer lid van de Jundullahgroep. Na zijn broer was hij de tweede man binnen de groep.

## Arrestatie
Abdolhamid Rigi werd in 2008 gearresteerd door Pakistaanse troepen. Mogelijk heeft zijn jonge broer Abdolmalek hem verraden. Na zijn arrestatie werd hij overgevlogen naar Iran en daar gevangengezet. Vervolgens werd er een rechtszaakprocedure gestart. Hij werd schuldig bevonden voor aanvallen op het Iraanse leger, op de Revolutionare Garde, op de Iraanse politie, moord, overvallen en ontvoeringen. Hij werd door de hoogste Iraanse rechtbank ter dood veroordeeld.

## Bekentenissen
Abdolhamid bekende dat hij zijn vrouw in haar slaap had doodgeschoten. Hij gaf ook toe dat hij zijn zwager om het leven had gebracht. Rigi veroordeelde ook de acties van zijn broer Abdolmalek en sprak over de relaties tussen de Jundullahgroep en de CIA.

## Executie
Abdolhamid Rigi zou in 2009 worden opgehangen, maar om veiligheidsredenen werd dit uitgesteld. Uiteindelijk werd hij op 24 mei 2010 opgehangen in een gevangenis in de stad Zahedan.